# Região Geográfica Imediata de Santa Bárbara-Ouro Preto
A Região Geográfica Imediata de Santa Bárbara-Ouro Preto é uma das 70 regiões imediatas do estado brasileiro de Minas Gerais, uma das cinco regiões imediatas que compõem a Região Geográfica Intermediária de Belo Horizonte. Criada em 2017 pelo Instituto Brasileiro de Geografia e Estatística (IBGE), é composta por 6 municípios, sendo o município de Ouro Preto o mais populoso com uma população estimada de 74 824 habitantes.

## Municípios
| Município       | População (est. 2021) | Área          | Fonte |
| --------------- | --------------------- | ------------- | ----- |
| Barão de Cocais | 33 232                | 340,140 km²   | [ 3 ] |
| Catas Altas     | 5 465                 | 240,042 km²   | [ 4 ] |
| Itabirito       | 52 996                | 544,027 km²   | [ 5 ] |
| Mariana         | 61 830                | 1 194,208 km² | [ 6 ] |
| Ouro Preto      | 74 824                | 1 245,865 km² | [ 2 ] |
| Santa Bárbara   | 31 873                | 684,505 km²   | [ 7 ] |